# Tennis-Bundesliga 2024
Die Tennis-Bundesliga 2024 besteht aus drei Ligen, in denen bei den Herren, Damen und Herren 30 jeweils zwischen sieben und 10 Mannschaften um die Titel der Deutschen Mannschaftsmeister kämpfen. Es handelt sich dabei um die 1. Bundesliga Herren, die 1. Bundesliga Damen und die 1. Bundesliga Herren 30.
Daneben gibt es bei den Damen und Herren als direkten Unterbau die 2. Bundesliga Herren und Damen.

## Organisation
Die Tennis-Bundesligen in Deutschland werden vom Deutschen Tennis Bund mit Sitz in Hamburg veranstaltet und organisiert. Grundlage für die Durchführung sind neben den Tennisregeln der ITF, die Turnierordnung des DTB sowie das Bundesliga-Statut.

## Tennis-Bundesliga der Herren 2024

### 1. Tennis-Bundesliga der Herren
|     | Mannschaft                  | Begegnungen | Punkte | Matches | Sätze | Spiele |
| --- | --------------------------- | ----------- | ------ | ------- | ----- | ------ |
| 1.  | Kurhaus Lambertz Aachen     |             |        |         |       |        |
| 2.  | TC Augsburg Siebentisch (N) |             |        |         |       |        |
| 3.  | TC Bredeney (M)             |             |        |         |       |        |
| 4.  | Frankfurter TC Palmengarten |             |        |         |       |        |
| 5.  | Tennispark Bärchen Versmold |             |        |         |       |        |
| 6.  | Badwerk Gladbacher HTC      |             |        |         |       |        |
| 7.  | TK Blau-Weiss Aachen (N)    |             |        |         |       |        |
| 8.  | TK Grün-Weiss Mannheim      |             |        |         |       |        |
| 9.  | Team Marc O’Polo Rosenheim  |             |        |         |       |        |
| 10. | TC Großhesselohe            |             |        |         |       |        |

|                      |                                                                |
| Zum Saisonende 2023: |                                                                |
| (M)                  | Meister, Meister in der Vorsaison                              |
| (N)                  | Neuling, Aufsteiger aus der 2. Tennis-Bundesliga (Herren) 2023 |

| Zum Saisonende 2024:                                          |
| Meister: Absteiger in die 2. Tennis-Bundesliga (Herren) 2025: |

### 2. Tennis-Bundesliga der Herren

#### 2. Tennis-Bundesliga Nord
|     | Mannschaft                   | Begegnungen | Punkte | Matches | Sätze | Spiele |
| --- | ---------------------------- | ----------- | ------ | ------- | ----- | ------ |
| 01. | TC 1899 Blau-Weiss Berlin    |             |        |         |       |        |
| 02. | TC Iserlohn (N)              |             |        |         |       |        |
| 03. | Tennis Ewige Liebe Neuss (A) |             |        |         |       |        |
| 04. | Suchsdorfer SV               |             |        |         |       |        |
| 05. | KTHC Stadion Rot-Weiss       |             |        |         |       |        |
| 06. | HTC Blau-Weiß Krefeld        |             |        |         |       |        |
| 07. | TC Ohligs                    |             |        |         |       |        |
| 08. | LTTC Rot-Weiß Berlin         |             |        |         |       |        |
| 09. | Tennis-Club SCC Berlin (A)   |             |        |         |       |        |

#### 2. Tennis-Bundesliga Süd
|     | Mannschaft                 | Begegnungen | Punkte | Matches | Sätze | Spiele |
| --- | -------------------------- | ----------- | ------ | ------- | ----- | ------ |
| 01. | Eintracht Frankfurt Tennis |             |        |         |       |        |
| 02. | TC Weiß-Blau Würzburg      |             |        |         |       |        |
| 03. | TC Ismaning                |             |        |         |       |        |
| 04. | BASF TC Ludwigshafen       |             |        |         |       |        |
| 05. | Wiesbadener THC (N)        |             |        |         |       |        |
| 06. | 1. FC Nürnberg (N)         |             |        |         |       |        |
| 07. | TV Reutlingen              |             |        |         |       |        |
| 08. | TC Bad Vilbel              |             |        |         |       |        |
| 09. | TC Wolfsberg Pforzheim     |             |        |         |       |        |

## Tennis-Bundesliga der Herren 30 2024

### 1. Tennis-Bundesliga der Herren 30

#### Finalrunde
| Heim | Auswärts | Matches | Sätze | Spiele |
| ---- | -------- | ------- | ----- | ------ |
|      |          |         |       |        |

#### 1. Tennis-Bundesliga Nord
|     | Mannschaft            | Begegnungen | Punkte | Matches | Sätze | Spiele |
| --- | --------------------- | ----------- | ------ | ------- | ----- | ------ |
| 01. | TC Bredeney (A)       |             |        |         |       |        |
| 02. | TC Union Münster      |             |        |         |       |        |
| 03. | ETB Schwarz-Weiss     |             |        |         |       |        |
| 04. | Uhlenhorster HC (A)   |             |        |         |       |        |
| 05. | Dorstener TC          |             |        |         |       |        |
| 06. | TV Espelkamp-Mittwald |             |        |         |       |        |
| 07. | TUS St. Hubert        |             |        |         |       |        |

(M) – amtierender Deutscher Meister der Herren 30

(A) – Aufsteiger aus der Tennis-Regionalliga

#### 1. Tennis-Bundesliga Süd
|     | Mannschaft                     | Begegnungen | Punkte | Matches | Sätze | Spiele |
| --- | ------------------------------ | ----------- | ------ | ------- | ----- | ------ |
| 01. | TC Bad Homburg                 |             |        |         |       |        |
| 02. | TC Großhesselohe               |             |        |         |       |        |
| 03. | SV Dresden Mitte (A)           |             |        |         |       |        |
| 04. | TV Ober-Eschbach               |             |        |         |       |        |
| 05. | Eintracht Frankfurt Tennis (A) |             |        |         |       |        |
| 06. | TC Dachau                      |             |        |         |       |        |
| 07. | TC Schwaben Augsburg (A)       |             |        |         |       |        |

(M) – amtierender Deutscher Meister der Herren 30

(A) – Aufsteiger aus der Tennis-Regionalliga

## Tennis-Bundesliga der Damen 2024

### 1. Tennis-Bundesliga der Damen
|    | Mannschaft                     | Begegnungen | Punkte | Matches | Sätze | Spiele |
| -- | ------------------------------ | ----------- | ------ | ------- | ----- | ------ |
| 1. | LTTC Rot-Weiß Berlin (N)       |             |        |         |       |        |
| 2. | TA VfL Sindelfingen 1862 (N)   |             |        |         |       |        |
| 3. | Der Club an der Alster Hamburg |             |        |         |       |        |
| 4. | TK Blau-Weiss Aachen           |             |        |         |       |        |
| 5. | TC Blau-Weiß Dresden-Blasewitz |             |        |         |       |        |
| 6. | TC Bredeney Essen (M)          |             |        |         |       |        |
| 7. | TEC Waldau                     |             |        |         |       |        |
| 8. | TC 1899 Blau-Weiss Berlin      |             |        |         |       |        |

|                      |                                                               |
| Zum Saisonende 2023: |                                                               |
| (M)                  | Meister, Meister in der Vorsaison                             |
| (N)                  | Neuling, Aufsteiger aus der 2. Tennis-Bundesliga (Damen) 2023 |

| Zum Saisonende 2024:                                         |
| Meister: Absteiger in die 2. Tennis-Bundesliga (Damen) 2025: |

### 2. Tennis-Bundesliga der Damen

#### 2. Tennis-Bundesliga Nord
|    | Mannschaft                | Begegnungen | Punkte | Matches | Sätze | Spiele |
| -- | ------------------------- | ----------- | ------ | ------- | ----- | ------ |
| 1. | Gladbacher HTC            |             |        |         |       |        |
| 2. | Großflottbeker THGC       |             |        |         |       |        |
| 3. | DTV Hannover (A)          |             |        |         |       |        |
| 4. | Tennis-Club SCC Berlin    |             |        |         |       |        |
| 5. | Bielefelder TTC           |             |        |         |       |        |
| 6. | TC GW Aachen              |             |        |         |       |        |
| 7. | THC von Horn und Hamm (N) |             |        |         |       |        |
| 8. | TC Blau-Weiß Halle (N)    |             |        |         |       |        |

| (A) | Absteiger aus der Bundesliga                |
| (N) | Neuling, Aufsteiger aus Tennis-Regionalliga |

#### 2. Tennis-Bundesliga Süd
|    | Mannschaft                  | Begegnungen | Punkte | Matches | Sätze | Spiele |
| -- | --------------------------- | ----------- | ------ | ------- | ----- | ------ |
| 1. | TC GW Luitpoldpark          |             |        |         |       |        |
| 2. | Heidelberger TC (N)         |             |        |         |       |        |
| 3. | Club am Marienberg Nürnberg |             |        |         |       |        |
| 4. | TC Bernhausen (A)           |             |        |         |       |        |
| 5. | BASF TC Ludwigshafen        |             |        |         |       |        |
| 6. | TC Ascheim                  |             |        |         |       |        |
| 7. | TC BW Vaihingen-Rohr        |             |        |         |       |        |
| 8. | MBB-SG Manching (N)         |             |        |         |       |        |

| (A) | Absteiger aus der Bundesliga                |
| (N) | Neuling, Aufsteiger aus Tennis-Regionalliga |